# Remission (мини-альбом)
Remission (с англ. — «Ремиссия») — второй мини-альбом канадской электро-индастриал группы Skinny Puppy, выпущенный в декабре 1984 года на лейбле Nettwerk Records. В Европе мини-альбом группы распространялся благодаря лейблам Scarface Records и PIAS Recordings. Это первый релиз Skinny Puppy выпущенный на мейджор-лейбле. Remission изначально издавался в формате 12-дюймового винила и содержал 6 композиций, а спустя год был издан на кассетах с дополнительными пятью композициями, что увеличило длительность релиза до формата LP. Данная форма издания для Remission стала стандартной версией.
Продажи Remission к концу 1990-х годов превысили миллион экземпляров, в результате чего 31 января 2000 года релиз был удостоен золотой сертификации от Канадской ассоциации звукозаписывающих компаний.

## Предыстория
После заключения контракта с лейблом Nettwerk и окружив себя нарастающим интересом после издания EP Back & Forth, группа Skinny Puppy были приглашены в ванкуверскую студию Mushroom для работы над новым материалом. Именно в этом месте члены Skinny Puppy наняли Билла Либа для исполнения на клавишном басу и на роль бэк-вокалиста. Также как и остальные участники группы, Билли взял себе сценический псевдоним «Вильгельм Шрёдер»: 

Вильгельм — моё настоящее имя. <…> Шрёдером звали одного парня, который играл на пианино в мультфильме Чарли Брауна.
 Помимо прочего в ходе подготовки данного релиза Skinny Puppy стали сотрудничать с художником Стивеном Гилмором — именно он разработал обложку для EP Remission.

## Музыка
Remission, как и последующий релиз Bites, Skinny Puppy записали ещё до того, как к группе в 1986 году присоединился музыкант Дуэйн Гёттел, который помог «кристаллизовать суровое перкуссионое индастриал-звучание группы». Таким образом после Remission, сочетающая в себе элементы таких стилей, как синти-поп и электро, группа стала более известной. Это первый известный коммерческий релиз, в котором используется драм-машина модели TR-909. Содержание своих песен группа фокусировала вокруг социальных проблем.
Двенадцатый студийный альбом (четвёртый по счёту альбом изданный с момента воссоединения группы без участия Гёттеля) Weapon (2013 г.) был выпущен, как своеобразный «духовный преемник» Remission и Bites. Помимо содержания перезаписанной версии трека «Solvent» (с альбома Remission) Weapon был намеренно записан при помощи музыкальных электронных инструментов 80-х дабы достичь былого электронного звучания группы того периода.

## Выпуск
В декабре 1984 года Remission распространялась через лейбл Nettwerk Records как первый крупный релиз Skinny Puppy. Несмотря на то, что ему предшествовал «эмбриональный» мини-альбом Back & Forth, который был ограничен всего лишь тридцатью пятью домашними печатными копиями, Remission рассматривается как попытка создать полноценный дебютный альбом. Дабы ещё больше усложнить данный вопрос, большинство копий релиза 1984 года выпускались с дополнительными пятью треками, тем самым «ретроактивно» превратив его в полноценный студийный альбом.
В поддержку мини-альбома были сняты видеоклипы на композиции «Far Too Frail» и «Smothered Hope», последний из которых по мнению Алекса Рида был ближе всего к «хитовой песне».
В 1993 году Nettwerk выпустила Remission на CD, используя расширенный трек-лист с кассетного релиза 1985 года. Тем не менее, это был не первый раз, когда Remission появилась в таком формате; первый выпуск мини-альбома в формате CD был в 1987 году, когда он (с добавленным треком «Glass Out») был объединён с альбомом Bites 1985 года, чтобы сформировать релиз Bites and Remission. Данный сборник отличался от менее популярного Remission & Bites (который также был выпущен в 1987 году), тем, что он сохранил оригинальную последовательность треков с Remission иBites европейского издания.
17 мая 2018 года Кевин Ки на своём YouTube-канале выпустил инструментальную композицию «Coma», которая была записана в период Remission, но не была выпущена.

## Отзывы и критика
| Оценки критиков | Оценки критиков |
| Источник        | Оценка          |
| --------------- | --------------- |
| AllMusic        | [ 17 ]          |
| Sputnikmusic    | [ 21 ]          |
| Metal Storm     | [ 22 ]          |

Музыкальные критики встретили Remission преимущественно положительными отзывами. На сайте AllMusic EP нарекли «остающимся до последних дней звёздным часом Skinny Puppy», также сайт отметил самих музыкантов: «<…> похоже, что широта видения и удивительное инструментальное мастерство вокалиста Нивека Огра и звукорежиссёра Кевина Ки уже никогда не будут превзойдены». Данный релиз Skinny Puppy многие группы и исполнители чаще всего отмечают как самый влиятельный в 1980-х годах. В статье о Skinny Puppy Алек Чиллингворт из Metal Hammer писал: «группа Ministry было смехотворна в 84-м, ведь тогда Skinny Puppy подарили нам Remission: EP стал прорывом с потенциалом, источавший танцевальный шум, и при том был намного более тяжёлым, чем всё то, что предлагали их современники». Британский журнал Fact поместил Remission на 19-е место в свой список «20 лучших индастриал и EBM альбомов всех времён», назвав его «отличным электро-попом», а композиция «Glass Houses» была охарактеризована как «жуткий дарквейв диско трек». На сайте Metal Storm о треке «Smothered Hope» отозвались следующими словами: «<…> неплохое начало для кучки чудаковатых детишек, которые хотят разрушить систему».

## Список композиций
Все тексты написаны Нивеком Огром, вся музыка написана Нивеком Огром и Кевином Ки.
| №  | Название         | Семпл(-ы)                                                                                            | Длительность |
| -- | ---------------- | --- | ------------ |
| 1. | «Smothered Hope» | Содержит семплы из: - Тень сомнения (1943 г.) Альфреда Хичкока                                       | 5:14         |
| 2. | «Glass Houses»   | Содержит семплы из: - Тень сомнения (1943 г.) Альфреда Хичкока                                       | 3:24         |
| 3. | «Far Too Frail»  | Содержит семплы из: - Тень сомнения (1943 г.) Альфреда Хичкока - речь Рональда Рейгана о порнографии | 3:41         |

| №                   | Название            | Семпл(-ы)                                                             | Длительность |
| ------------------- | ------------------- | --------------------------------------------------------------------- | ------------ |
| 4.                  | «Solvent»           |                                                                       | 4:37         |
| 5.                  | «Sleeping Beast»    | Содержит семплы из: - Если вы любите эту планету (1982 г.) Терра Нэша | 6:01         |
| 6.                  | «Brap…»             | Содержит семплы из: - Кровь для Дракулы (1974 г.) Пола Моррисси       | 1:12         |
| Общая длительность: | Общая длительность: | Общая длительность:                                                   | 24:09        |

| №                   | Название            | Семпл(-ы) | Длительность |
| ------------------- | ------------------- | --- | ------------ |
| 1.                  | «Smothered Hope»    | Содержит семплы из: - Тень сомнения (1943 г.) Альфреда Хичкока                                                   | 5:14         |
| 2.                  | «Glass Houses»      | Содержит семплы из: - Тень сомнения (1943 г.) Альфреда Хичкока                                                   | 3:21         |
| 3.                  | «Incision»          | Содержит семплы из: - Жилец (1976 г.) Романа Поланского                                                          | 4:41         |
| 4.                  | «Far Too Frail»     | Содержит семплы из: - Тень сомнения (1943 г.) Альфреда Хичкока - речь Рональда Рейгана о порнографии             | 3:43         |
| 5.                  | «Film»              | Содержит семплы из: - Если вы любите эту планету (1982 г.) Терра Нэша - Легенда адского дома (1973 г.) Джона Хью | 2:51         |
| 6.                  | «Manwhole»          | Содержит семплы из: - Легенда адского дома (1973 г.) Джона Хью                                                   | 1:44         |
| 7.                  | «Ice Breaker»       | Содержит семплы из: - Легенда адского дома (1973 г.) Джона Хью                                                   | 2:46         |
| 8.                  | «Solvent»           | | 4:38         |
| 9.                  | «Sleeping Beast»    | Содержит семплы из: - Если вы любите эту планету (1982 г.) Терра Нэша                                            | 6:01         |
| 10.                 | «Glass Out»         | Содержит семплы из: - Тень сомнения (1943 г.) Альфреда Хичкока                                                   | 3:25         |
| 11.                 | «…Brap»             | Содержит семплы из: - Кровь для Дракулы (1974 г.) Пола Моррисси                                                  | 1:09         |
| Общая длительность: | Общая длительность: | Общая длительность:                                                                                              | 39:33        |

## Участники записи
Все данные были взяты из буклета виниловой пластинки Remission.
Skinny Puppy
- Нивек Огр — вокал, клавишные, синтезатор, перкуссия, жуткий горн[27]
- Кевин Ки — вокал, синтезатор, семплы, перкуссия, барабаны, производство

Производственный персонал
- Дэйв Огилви — производство, звукорежиссёр
- Вильгельм Шрёдер — клавишный бас («Incision», «Manwhole» и «Ice Breaker»)
- Д. Плевин — безладовая бас-гитара («Glass Houses»)
- Стивен Р. Гилмор — дизайн обложки
- Грег Сайкс — типография

## Сертификации
| Регион                                                      | Сертификация | Продажи |
| ----------------------------------------------------------- | ------------ | ------- |
| Канада (Music Canada)                                       | Золотой      | 50 000^ |
| ^ Данные о тиражах приведены только на основе сертификации. |              |         |